# Чернецов, Григорий Григорьевич
Григо́рий Григо́рьевич Чернецо́в (12 [24] ноября 1802, село Лух, Костромская губерния — 8 [20] мая 1865, Санкт-Петербург) — русский живописец и график, представитель романтического академизма, пейзажист и портретист; старший брат и товарищ Никанора Чернецова. Академик Императорской Академии художеств (с 1831).

## Биография
Родился в селе Лух, Костромской губернии (ныне посёлок, Ивановская область) в семье мещанина. Первые художественные навыки получил от старшего брата Евграфа. Уже в детстве он обнаруживал большие способности к рисованию; в начале 1819 года Чернецов обратился в Императорскую Академию художеств с письмом, к которому приложил два небольших рисунка с эстампов, с просьбой принять его в ученики Академии на казённый счет, так как недостаток средств отца не позволяет ему поступить в Академию на собственный счет. Из-за малого возраста и отсутствия свободных мест ему было отказано, но Академия, уважая его желание быть художником, предложила ему бесплатно нужные художественные пособия.
Однажды через Лух проезжал П. П. Свиньин; он заметил способности Чернецова к рисованию, взял его с собою в Петербург и рекомендовал Обществу поощрения художников. При поддержке общества Чернецов стал посещать классы Академии, в 1819 году, в качестве постороннего ученика. Он обучался под руководством С. Ф. Галактионова, А. Г. Варнека, позже М. Н. Воробьева (с 1823).
Уже в 1821 году Академия наградила его за живопись; в 1825 году за живопись перспективную он был удостоен большой серебряной медали. В 1826 году Чернецов представил вид Военной Галереи и пейзаж, писанный с натуры, за что и получил малую золотую медаль и звание художника с правом на чин XIV класса. В 1831 году он был удостоен звания академика за исполненную, по назначению Академии, картину, изображающую вид в окрестностях Петербурга.
Вместе со своим братом Никанором он много путешествовал, посетил Кавказ, Грузию, в 1838 году изъездил Волгу от Рыбинска до её устьев, в 1840 году отправился в Италию, а оттуда в Египет, Палестину и Европейскую Турцию, откуда вернулся лишь в 1844 году. Подобное же путешествие он совершил в 1846—1849 гг. В своих путешествиях Чернецовы срисовывали всё достойное внимания. Рисунки их служили им в дальнейшем темами для картин. За целый альбом видов Палестины им назначена была Академиею Художеств награда в 1000 рублей. Эскизы и этюды поволжских видов очень заинтересовали иностранных художников, которым Чернецовы показывали их в Риме. Они собирались издать альбом волжских видов, но не привели в исполнение своего желания.
В 1846 году Григорий Чернецов, вместе со своим братом Никанором и архитектором Сергеем Ива́новым, младшим братом знаменитого живописца, был отправлен за казённый счет в Италию, где пробыл три года. В 1849 году он вернулся обратно в Петербург, причем ему было дано по Высочайшему повелению на дорогу 100 червонцев. С 1829 года он носил звание придворного живописца и получал содержание от Кабинета Его Величества.
Братья Чернецовы были в дружеских отношениях с А. С. Пушкиным. Украшением кабинета А. С. Пушкина был пейзаж кисти Никанора Чернецова «Дарьяльское ущелье» (1832). На полях рукописи «Путешествие Онегина» сохранился пушкинский набросок портрета Григория Чернецова.
Умер 8 июня 1865 года, в Петербурге.

## Семья
- Отец — Чернецов, Григорий Степанович (1774—1844) — иконописец, мещанин города Лух Костромской губернии.
- Брат — Евграф.
- Брат — Чернецов, Никанор Григорьевич (1805—1879) — художник.

## Картины

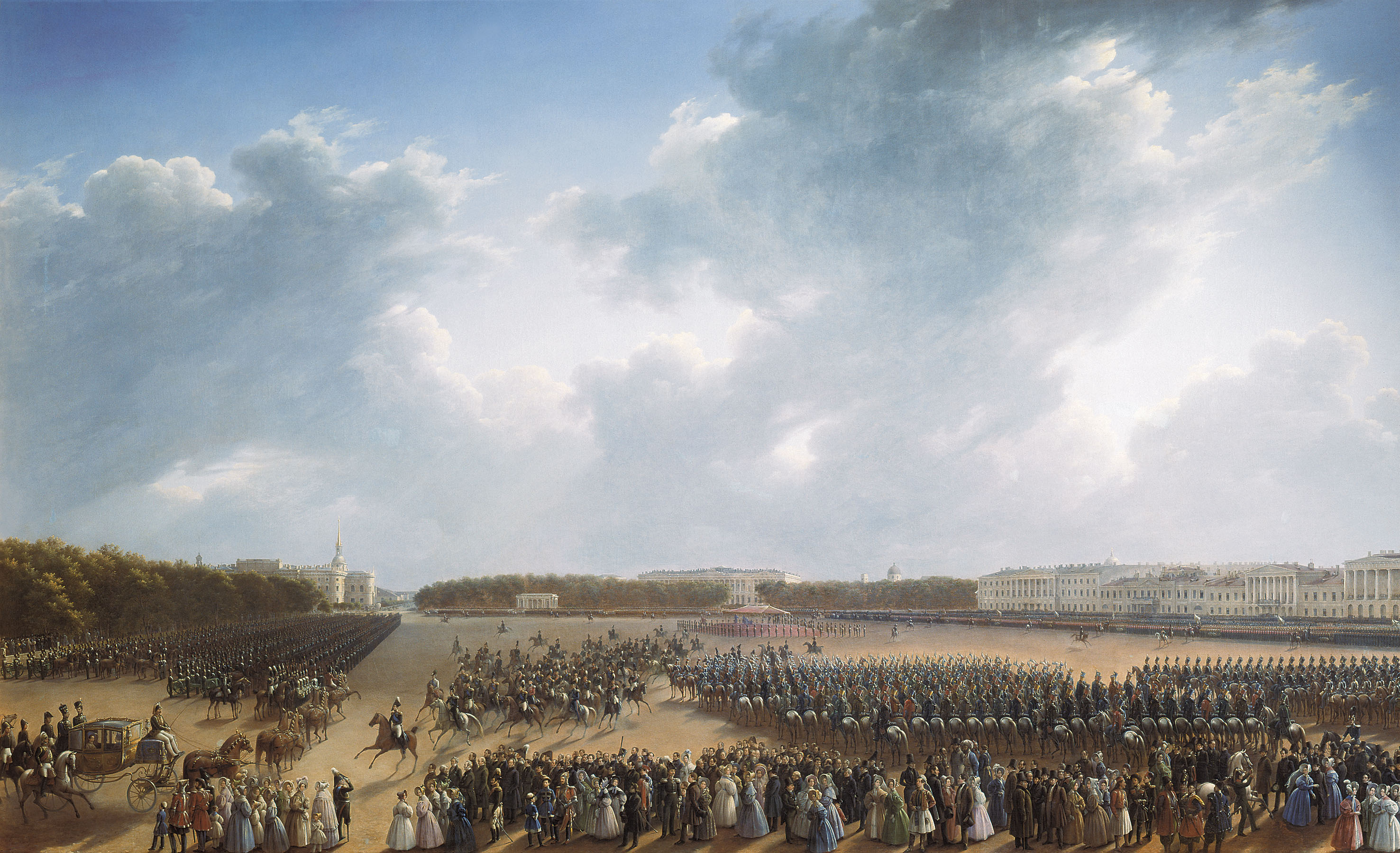
Г. Г. Чернецов «Парад на Царицыном лугу 6 окт. 1831»

- «Погребальный катафалк Императрицы Марии Федоровны»;
- «Царская семья у гроба Марии Федоровны» (Эрмитаж);
- «Вид в окрестностях Петербурга»;
- «Парад 6 октября 1831 года в Петербурге»;
- «Мертвое море» — картина написана в 1850 году и принесена в дар Академии самим художником в 1859 году;
- «Майский парад в 1837 году»;
- «Вид Ярославля»;
- «Площадь святого Петра в Риме»;
- «Разлив Нила»;
- «Вид на Генисаретском озере»;
- «Портретная группа литераторов: Пушкин, Жуковский, Крылов и Н. Гнедич» (Третьяковская галерея).

### Акварели
- «Император Александр І, сидящий за письменным столом»;
- «Последние минуты пребывания Императора Александра І в Петербурге»;
- «Пишущий мальчик»;
- «Портрет Г. С. Чернецова»;
- «Портрет Н. А. Томилова»;
- «Патриарх Александрийский» (Государственный Русский музей);
- «Юлюмче, княгиня Калмыцкая» (Государственный Русский музей);
- «Князь Хомутовского Калмыцкого улуса Сербаджаб Тюменев» (Государственный Русский музей).

## Галерея

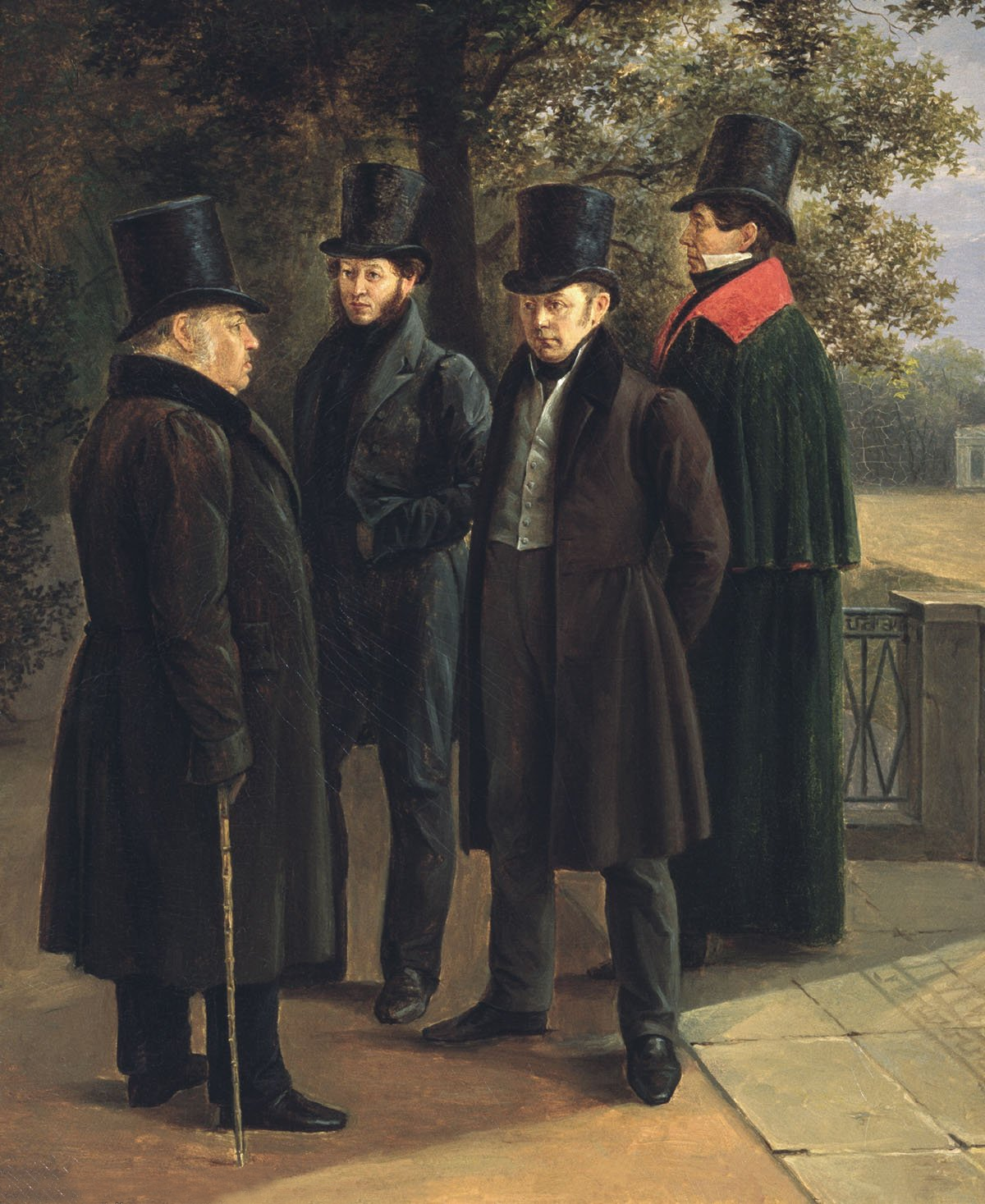
Портрет Крылова, Пушкина, Жуковского и Гнедича
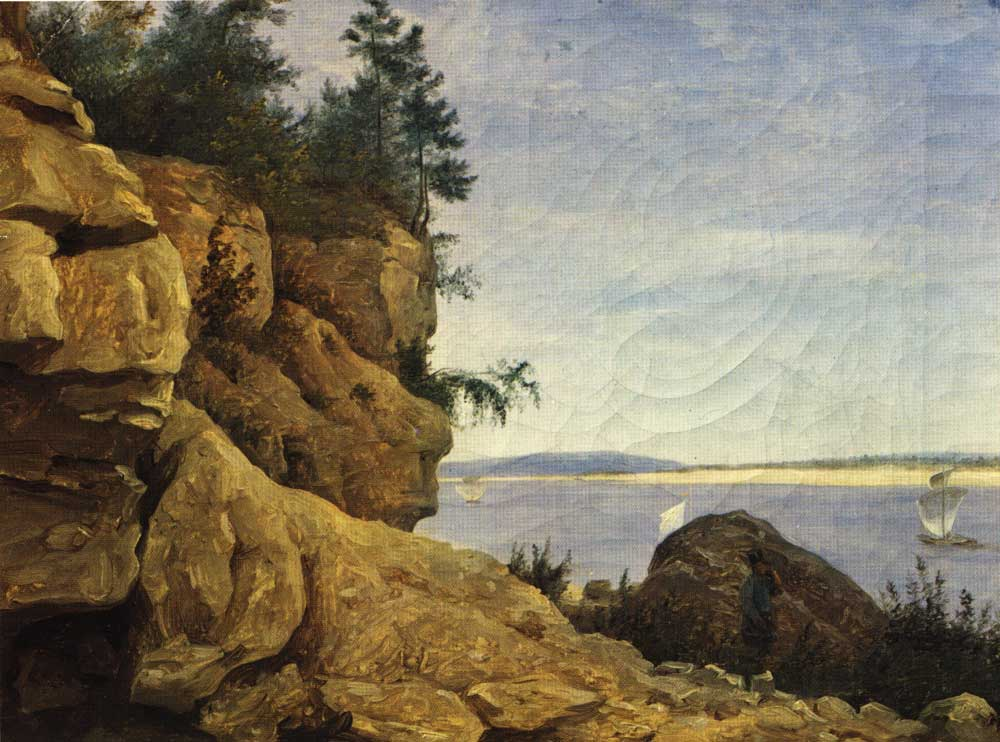
На Волге. Круча. Этюд.
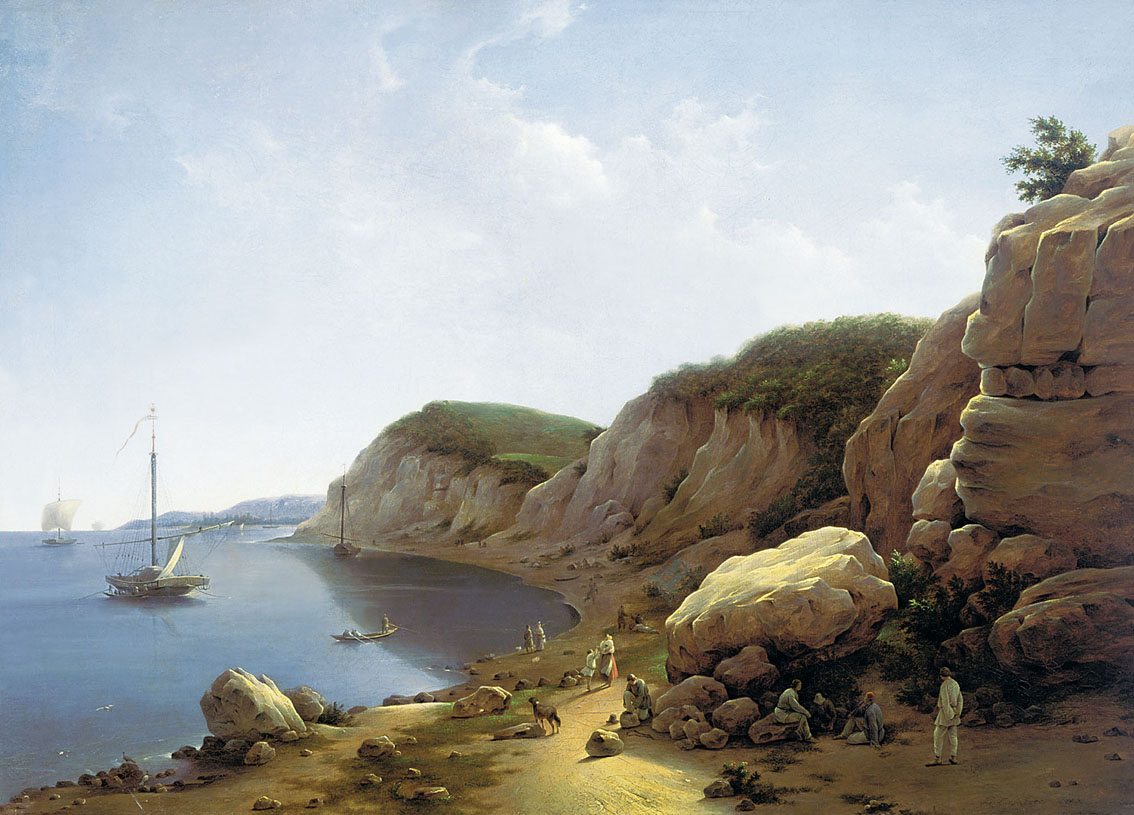
Вид Сюкеевских гор на Волге в Казанской губернии
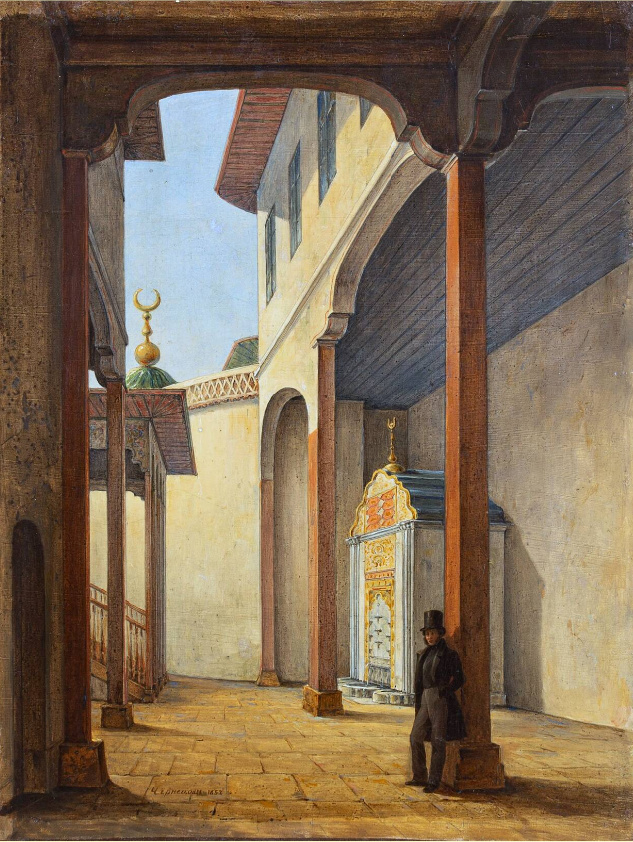
Пушкин в Бахчисарайском дворце
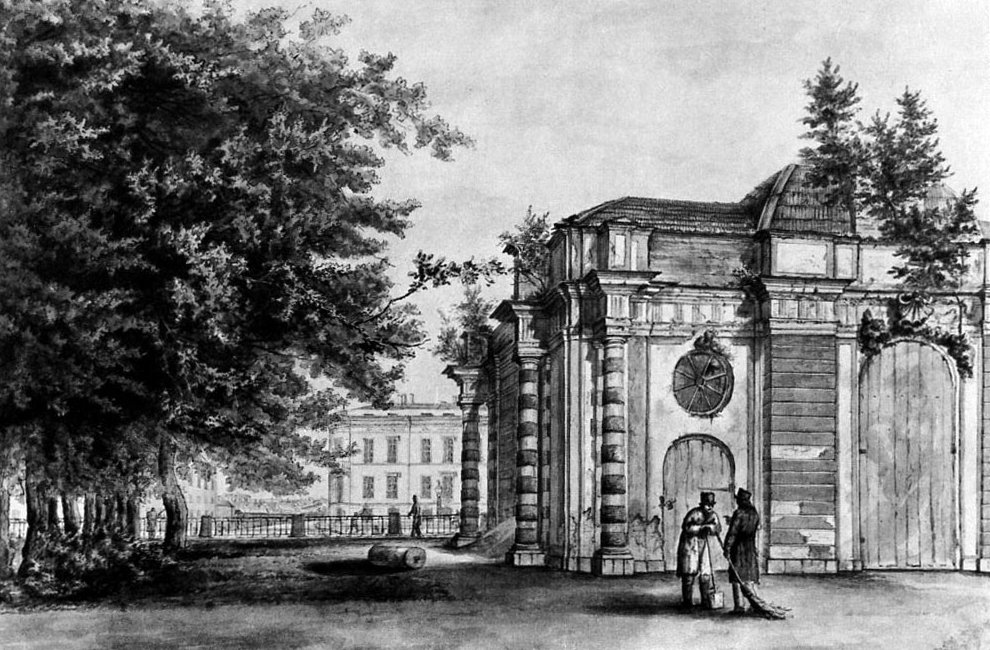
Грот в Летнем саду Петербурга (не сохранился)